# اندماج ليبيد ثنائي الطبقة
يشير مصطلح الاندماج، في علم الأحياء الغشائي، إلى  العملية التي تقوم أثناءها طبقتان منفصلتان من طبقات الليبيدات الثنائية بدمج مناطقها الكارهة للماء، مما يؤدي إلى بنية واحدة مترابطة. إذا استمر هذا الاندماج بشكل كامل من خلال كل من الوريقات الخاصة بكلتا الطبقتين، يتم تكوين جسر مائي ويمكن أن تختلط المحتويات الداخلية للهيكلين
ولكن بدلاً من ذلك، في حالات أخرى إذا تم تضمين وريقة واحدة فقط من كل طبقة ثنائية في عملية الاندماج، فيُقال إن الطبقات الثنائية نصفية hemifusion. في هذه الحالة، يمكن أن تمتزج المكونات الدهنية للوريقة الخارجية للطبقتين الثنائيتين، لكن تظل الوريقات الداخلية متميزة. تظل المحتويات المائية المحاطة بكل طبقة ثنائية منفصلة أيضًا.

الاندماج الكامل والاندماج النصفي للحويصلات. في الاندماج الكامل، تندمج كلا الوريقتين وتختلط المحتويات. في الاندماج النصفي تندمج الوريقة الخارجية فقط.

تشارك عملية اندماج الغشاء في العديد من العمليات الخلوية، لا سيما في حقيقيات النوى نظرًا لأن الخلية حقيقية النواة مقسمة على نطاق واسع بواسطة أغشية ثنائية الطبقة الدهنية. إن الإخراج الخلوي، وتخصيب البويضة عن طريق الحيوانات المنوية، ونقل الفضلات إلى الجسيمات الحالة هي أحد الأمثلة من ضمن العديد من العمليات التي تعتمد على شكل من أشكال الاندماج. يعد الاندماج أيضًا آلية مهمة لنقل الدهون من موقع الاصطناع إلى الغشاء حيث تكون هناك حاجة إليها. حتى دخول مسببات الأمراض يمكن أن يحكمه الاندماج، حيث أن العديد من الفيروسات ذات الطبقة المزدوجة لديها بروتينات اندماج مخصصة للدخول إلى الخلية المضيفة.
إن اندماج الغشاء هو عملية مهمة للعديد من الأحداث الخلوية. يتسبب اندماج الغشاء في اختلاط مكونات غشاءين بحيث يصبح ما كان في الأصل غشاءين غشاءًا واحدًا.  تعتبر حويصلات النقل من الشبكة الإندوبلازمية المندمجة بأغشية جولجي، أو الفيروسات المغلفة المندمجة بغشاء بلازما الخلية المستهدفة أمثلة على اندماج الغشاء البيولوجي.  الانشطار الغشائي هو العملية المعاكسة، من الناحية النظرية، حيث يتحول غشاء واحد إلى غشاءين عن طريق تبرعم حويصلة جديدة من غشاء موجود. تتطلب عمليات الادخال الخلوي وتشكيل حويصلات النقل داخل الخلايا انشطار الغشاء أو تبرعم الحويصلة.
أدت الدراسات التي أجريت على أنظمة الأغشية المخبرية إلى تحديد خطوات مهمة في اندماج الأغشية. الخطوة 1 هي تجميع الأغشية لتندمج. الخطوة 2 هي توصيلة قريبة للطبقات الدهنية ثنائية الأغشية لتندمج.  الخطوة 3 هي زعزعة الاستقرار المؤقت للغشاءين عند نقطة الاقتراب.  الخطوة 4 هي خلط مكونات الغشاءين، مثل الدهون وبروتينات الغشاء.